# Tisiphone antoni
Tisiphone antoni är en fjärilsart som beskrevs av Tindale 1947. Tisiphone antoni ingår i släktet Tisiphone och familjen praktfjärilar. Inga underarter finns listade i Catalogue of Life.